# Kambs
Koordinaten: 53° 19′ N, 12° 34′ O
Kambs ist ein Ortsteil der Gemeinde Bollewick im Landkreis Mecklenburgische Seenplatte in Mecklenburg-Vorpommern. In der vormals eigenständigen Gemeinde leben 280 Einwohner (Stand 2014) auf 13,95 km².

## Geografie
Das Dorf Kambs liegt in der Mecklenburgischen Seenplatte zwischen der ca. sechs Kilometer entfernten Stadt Röbel/Müritz und dem oberen Eldetal. Das hügelige Gelände um Kambs erreicht 85 m ü. NN. 

## Geschichte

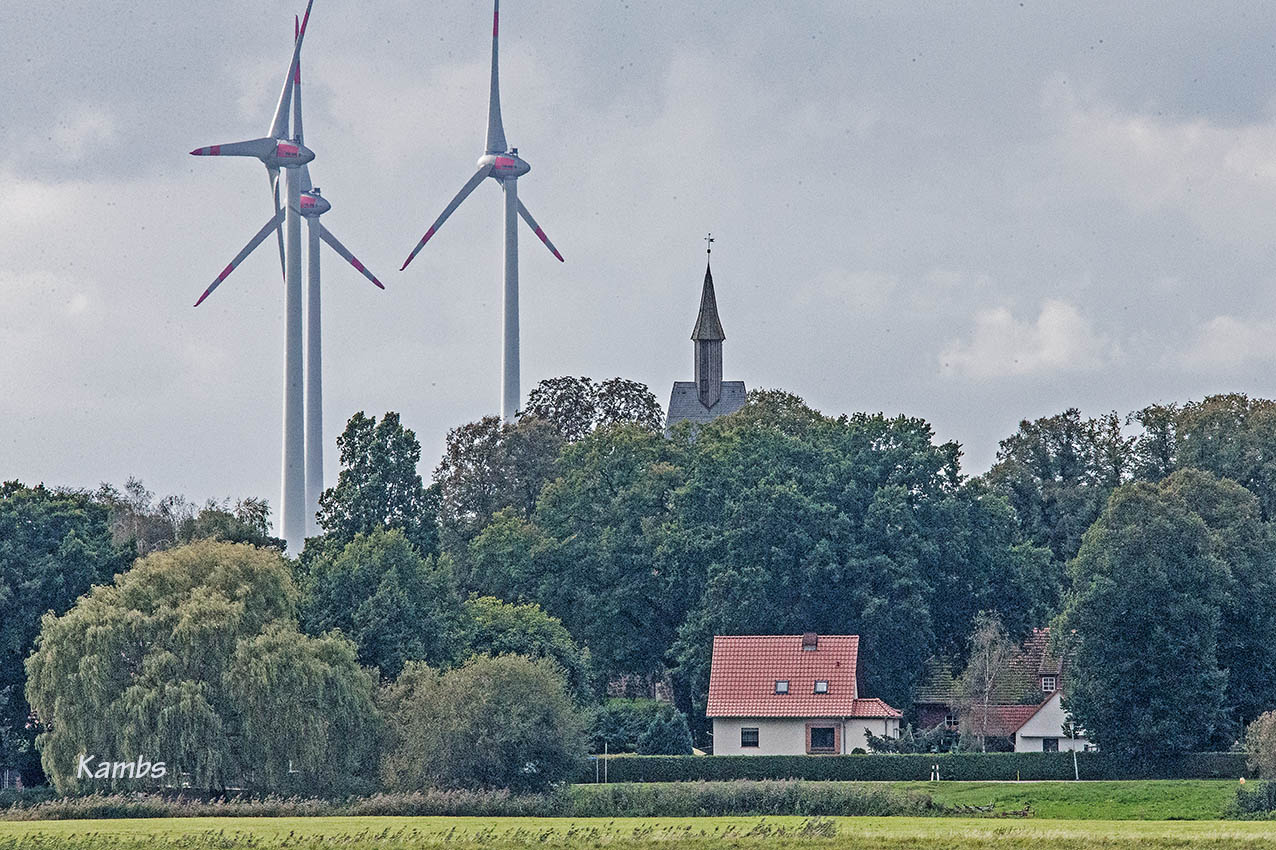
Blick auf Kambs

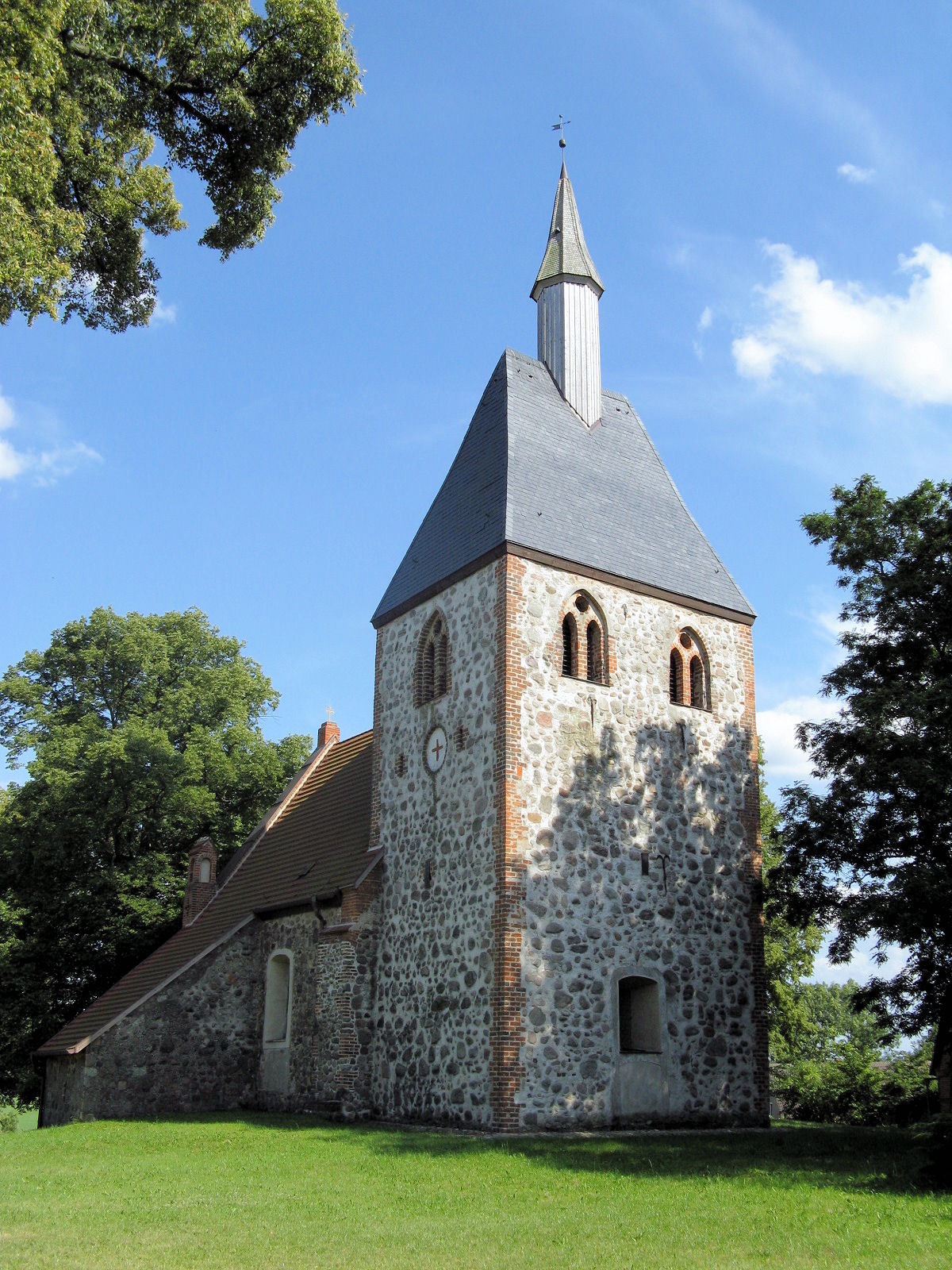
Die Kirche in Kambs wurde bereits 1320 erwähnt

Die erste urkundliche Erwähnung des Dorfes Kambs datiert aus dem Jahr 1320. Darin wird erklärt, dass die Röbeler Propstei an die Fürsten von Werle fällt und im Gegenzug Bischof Heinrich III. von Havelberg das Patronat über die Kambser Kirche erhält. Die Kirche und das Predigerwitwenhaus sind etwa 50 Jahre älter als genannte Urkunde. Die Herrschaft über Kambs wechselte mehrmals zwischen brandenburgischen und mecklenburgischen Bischöfen.
Das Kambser Pfarrhaus wurde im 18. Jahrhundert, das Gutshaus als eingeschossiges Fachwerkhaus um 1800 errichtet. 
Die 1930er Jahre brachten einen Bevölkerungszuwachs durch die Ansiedlung von Neubauern. Im ehemaligen Gutshaus im Ortsteil Wildkuhl hat heute eine Lebens- und Arbeitsgemeinschaft ihr Domizil, die einen Bio-Landwirtschaftsbetrieb unterhält.
Die Gemeinde Kambs, zu der der Ortsteil Wildkuhl gehörte, wurde am 7. Juni 2009 aufgelöst und nach Bollewick eingemeindet. Letzter ehrenamtlicher Bürgermeister von Kambs war Willi Wendt.

## Wirtschaft und Verkehrsanbindung
Kambs wird von jeher von der Landwirtschaft geprägt. In den letzten Jahren entstand ein Gemeindezentrum mit Kindertagesstätte sowie Kinder- und Jugendbegegnungsstätte in einem ehemaligen Nebengebäude des Gutes.
Kambs liegt an der in Nord-Süd-Richtung verlaufenden Verbindungsstraße von Röbel/Müritz nach Wittstock/Dosse. Nördlich des Dorfes führt die Bundesstraße 198 von Plau am See über die nahe Autobahn-Anschlussstelle Röbel der Bundesautobahn 19 (Berlin–Rostock) nach Neustrelitz.

## Belege
1. ↑  StBA: Gebietsänderungen vom 02. Januar bis 31. Dezember 2009